# Алексєєв Сергій Олексійович (художник)
Алексєєв Сергій Олексійович — (нар.1816 — пом.1864) — український художник, педагог, знайомий Тараса Шевченка.

## Життєпис

### Родина
Походив з кріпаків і відпущений на волю у 1824 році.

### Навчання
З 8 серпня 1833 року позакласний учень Академії мистецтв. Навчався у Г. Г. Чернецова та, можливо, у О. Г. Венеціанова.
17 вересня 1836 року отримує срібну медаль 2-го ступеня від Академії за малюнок з натури Військової галереї.
26 вересня 1837 року отримує звання «некласного художника» за майстерну перспективу в живописі.
В 1837 році Шевченко разом з Алексєєвим навчався у рисувальних класах Товариства заохочування мистецтв. Їхні імена не раз згадувалися в документах товариства, датованих цим роком.

### Педагогічна праця
23 січня 1838 року отримує призначення Академії на посаду вчителя предметів Каліграфія, Креслення та Малювання в Переяславському повітовому училищі.
23 березня 1839 року додатково затверджується на посаду тримача крамниці з продажу навчальних книг при училищі.
13 жовтня 1839 року переведений на посаду вчителя предметів Малювання та Каліграфія у Златопільському повітовому дворянському училищі (ЗПДУ), де працює по 1842 рік.
В 1840-их-1850-их рр. був вчителем Малювання в ІІ Київській гімназії і в травні 1856 року на його місце призначено Івана Сошенка.
З 1856 року до самої смерті в 1864 році викладає предмети Малювання та Каліграфія у гімназії Новгород-Сіверська
Іван Сошенко в листі до Шевченка від 13 грудня 1860 року, пишучи про спільних знайомих, повідомляє і про Алексєєва: «Алексєєв животіє в Новгороді-Сіверському.»

### Сім'я
Переїхавши до Златополя, Алексєєв познайомився з сестрою вчителя предмету Німецька мова ЗПДУ Гната Шаланського — Марією, донькою померлого дворянина Йосипа Антоновича Шаланського. Невдовзі між ними спалахнули глибокі почуття і Сергій Алексєєв звертається до штатного наглядача ЗПДУ колезького асесора Василя Миколайовича Щасного за дозволом для свого одруження з дворянкою. 17 липня 1840 року в Церкві Святого Миколая відбулося їхнє вінчання. Свідками були: з боку нареченого — вчитель предмету Математика ЗПДУ Колесніков Василь Андрійович та діловод ЗПДУ Тарнавський Зенон Севастьянович; з боку нареченої — її брат Гнат та вчитель ЗПДУ Лукашевич Гнат Трохимович.

## Галерея
Деякі роботи зберігаються у філії Всеросійського музею О. С. Пушкіна в місті Пушкін.

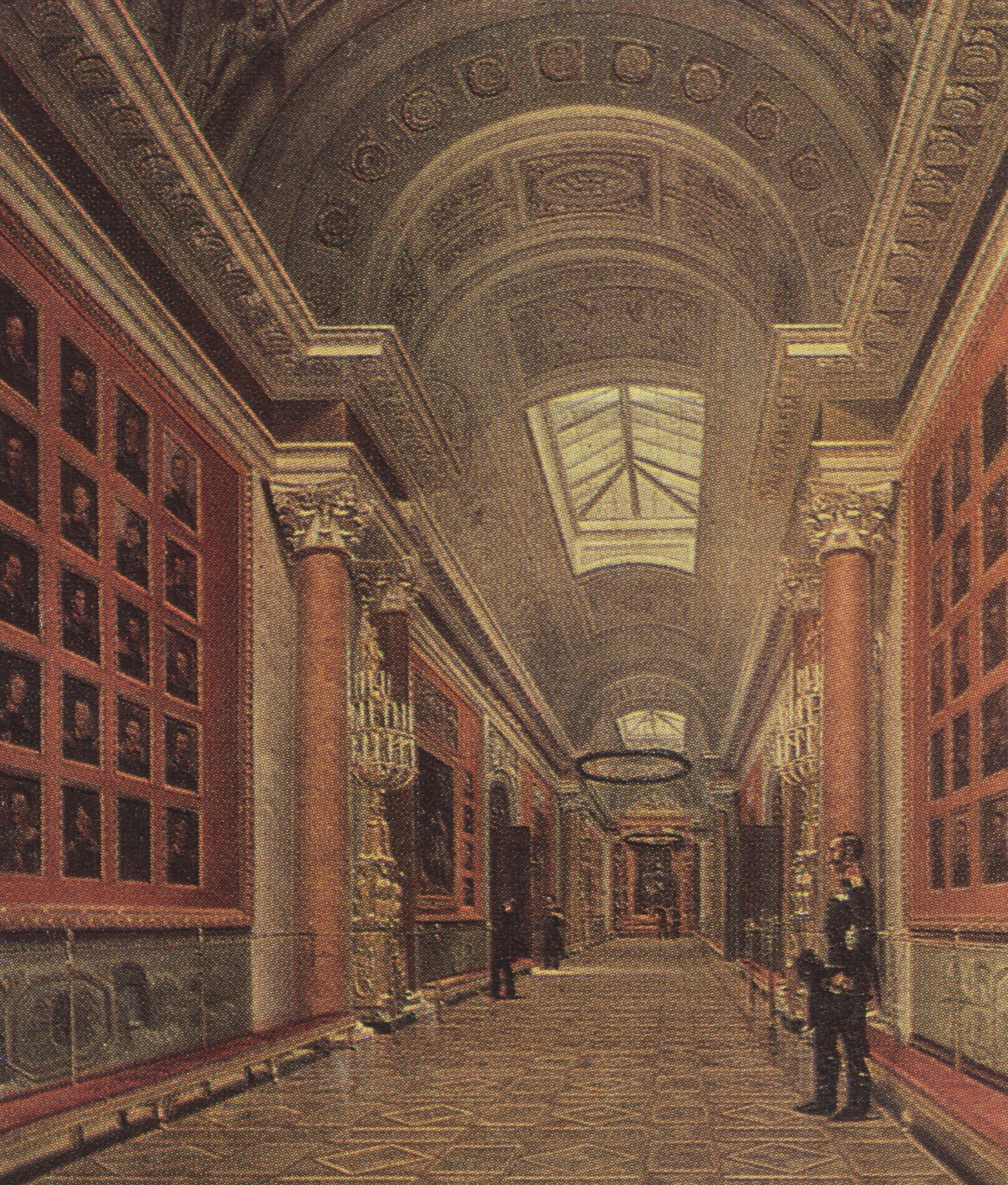
Вигляд Військової галереї (1835).